# House of Fun

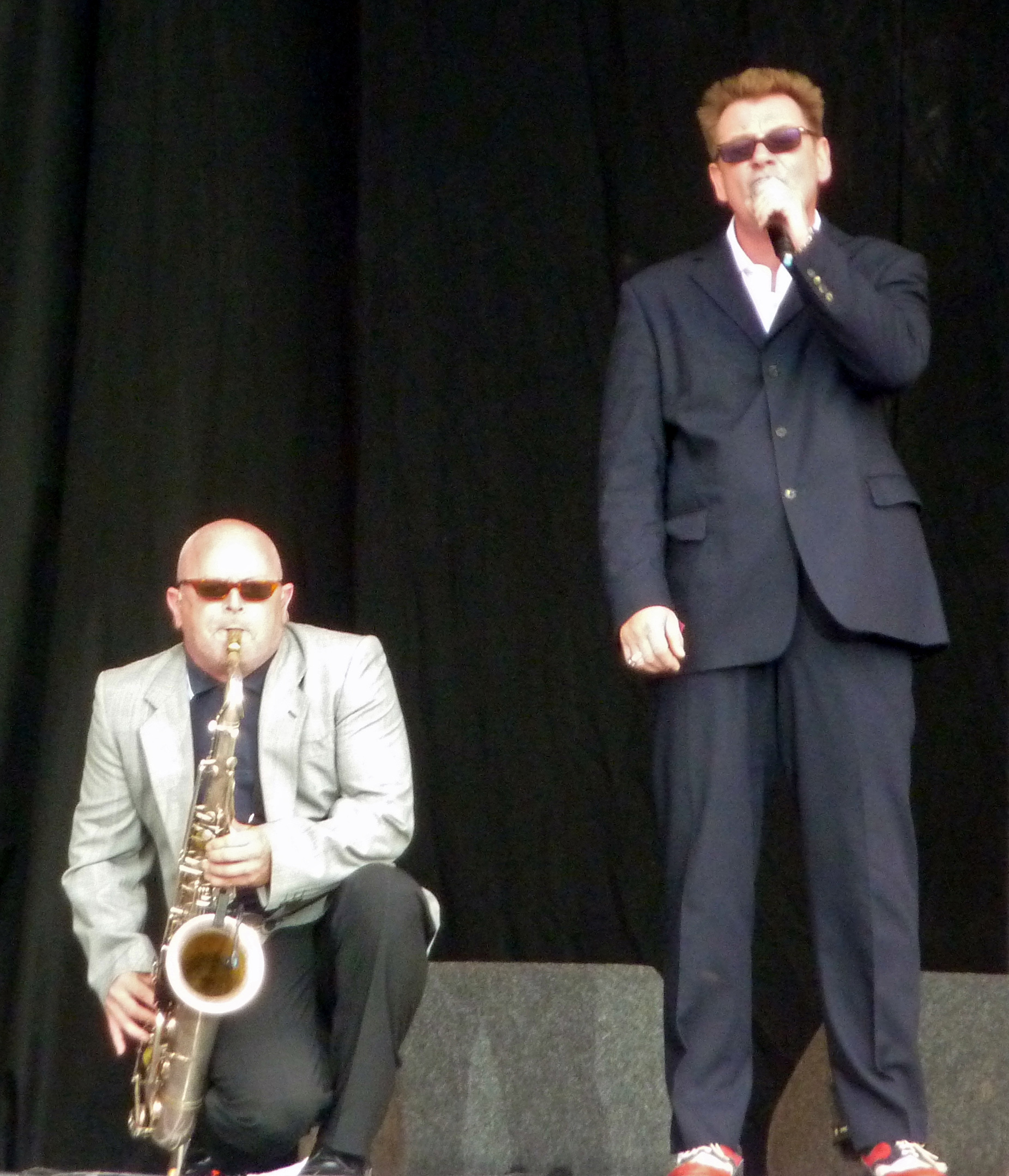
Le saxophoniste Lee Thompson (ici en 2009 avec Chas Smash) a eu l'idée du texte de House of Fun.

House of Fun est une chanson du groupe Madness parue en 1982. La chanson a atteint la première place du hit-parade britannique, passant en tout neuf semaines dans les classements. La chanson est de nouveau publiée en 1992 et atteint 40e place. C'est la seule chanson du groupe à s'être classée à la première place au Royaume-Uni.

## Enregistrement
D'abord enregistrée sous le titre Chemist Facade, la chanson ne comporte initialement pas le refrain « Welcome to the House of Fun », ajouté plus tard sous l'impulsion de Dave Robinson, le patron de Stiff Records.

## Musique
House of Fun est composée en Ré, sur un tempo de 126.

## Paroles
La chanson parle du passage à l'âge adule. Elle raconte l'histoire d'un garçon qui essaie d'acheter des préservatifs dans une pharmacie pour son 16e anniversaire. L'âge légal est de 16 ans en Grande-Bretagne, et il insiste sur le fait qu'il a 16 ans aujourd'hui et qu'il est prêt à s'amuser ("16 today and up for fun").  Cependant, il est mal compris par le pharmacien, parce qu'il désigne les préservatifs par des euphémismes d'argot, comme « une boite de ballons avec un toucher léger » ("box of balloons with a featherlight touch") et des « chapeaux de fête avec le bout coloré » ("party hats with the coloured tips").
Le pharmacien derrière le comptoir lui déclare que son officine n'est pas une boutique de farces et attrapes, et l'envoie au magasin "House of Fun".

## Pistes

### Version 1982
- 45 tours

1. House of Fun (Barson/Thompson) - 2:58.
2. Don't Look Back (Foreman) - 3:31

### Version 1992
- 45 tours

1. House of Fun (Barson/Thompson) - 2:49
2. Un Paso Adelante! (Prince Buster) - 2:19

- Maxi 45 tours

1. House of Fun (Barson/Thompson) - 2:49
2. Un Paso Adelante! (Campbell) - 2:19
3. Yesterday's Men (Suggs/Foreman) - 4:10
4. Gabriel's Horn (demo)" (Smyth) - 3:45

- CD Single

1. House of Fun (Barson/Thompson) - 2:49
2. Un Paso Adelante! (Campbell) - 2:19
3. Yesterday's Men (McPherson/Foreman) - 4:10
4. Gabriel's Horn (demo) (Smyth) - 3:45

Un Paso Adelante! est une version espagnole de 1979 de One Step Beyond. Gabriel's Horn a été enregistrée en 1986 quand le groupe travaillait sur leur nouvel album qui ne vit jamais le jour : Lost in the Museum. Une version apparaît sur The Madness.